# Кузьмичёв, Вячеслав Владимирович
Вячеслав Владимирович Кузьмичёв — советский хозяйственный деятель, Герой Социалистического Труда.

## Биография
Родился в 1949 году в деревне Зады. Член КПСС с 1974 года.
В 1965—1967 — разнорабочий участка строительно-монтажного управления Ярославского облпотребсоюза, слесарь автобазы номер 1 «Ярстройтранс» строительного управления «Главверхневолжскстрой».
В 1967—1969 — сборщик покрышек Ярославского шинного завода.
В 1969—1971 — военнослужащий Советской армии.
В 1971—2009 — сборщик покрышек Ярославского шинного завода Министерства нефтеперерабатывающей и нефтехимической промышленности СССР / ОАО «Яршина».
Лауреат премии Ленинского комсомола.
Указом Президиума Верховного Совета СССР от 3 июня 1986 года присвоено звание Героя Социалистического Труда с вручением ордена Ленина и золотой медали «Серп и Молот».
Делегат XXVII съезда КПСС.
Живёт в Ярославле.

## Награды и звания
- Герой Социалистического Труда (03.06.1986)
- Орден Ленина (06.04.1981, 03.06.1986)
- Орден Трудового Красного Знамени (10.03.1976)